# 圣亚纳堂 (根特)

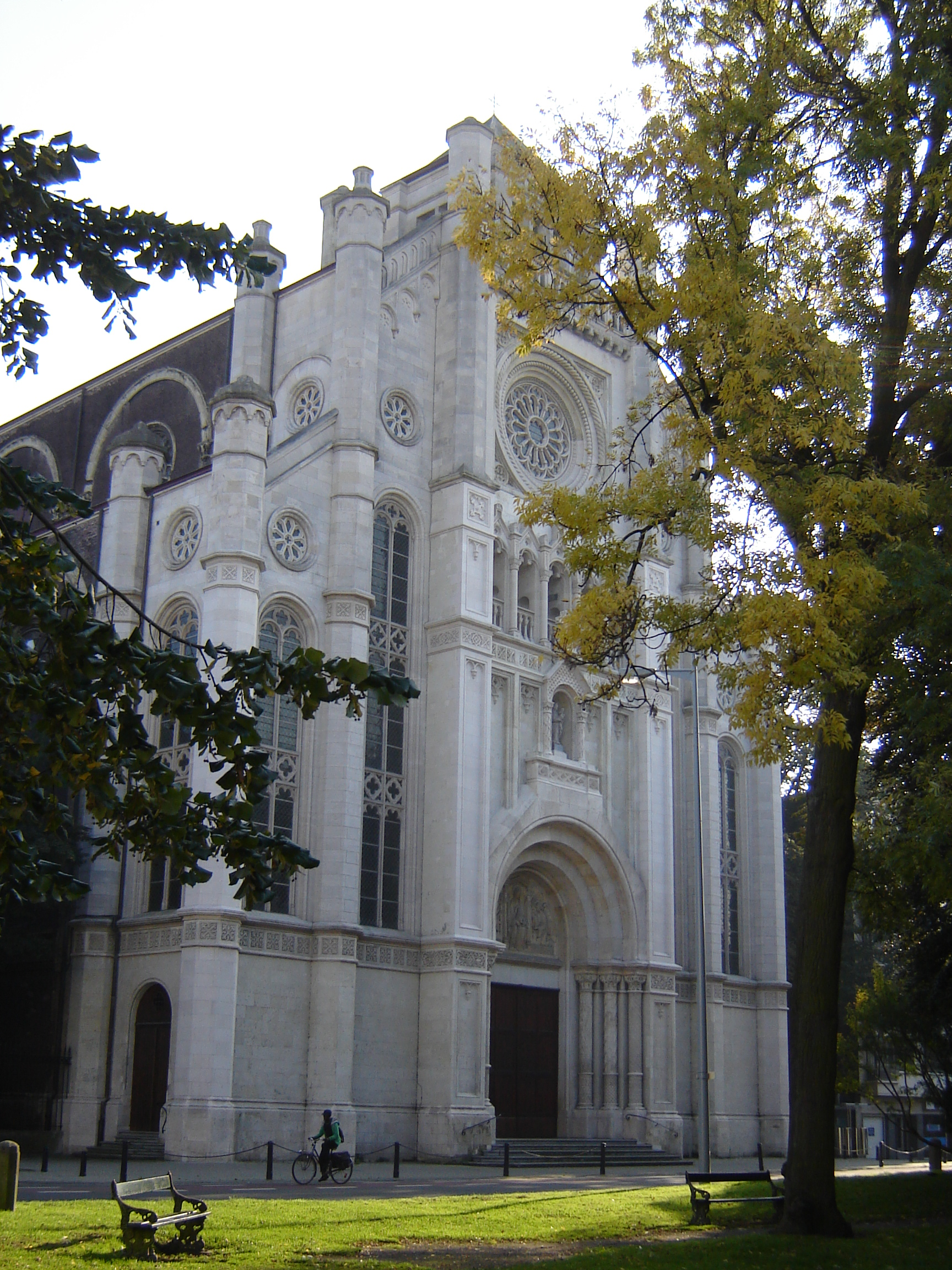

圣亚纳堂（荷兰语：Sint-Annakerk）是比利时城市根特的一座教堂，供奉圣母玛利亚的母亲圣亚纳。1980年，该堂列为文化遗产、整个地区作为城市景观加以保护。
该堂由洛伊德维克·罗兰特和雅克·范·霍克设计于1851年。1853年动工，1866年6月12日尚未完成时，就由天主教根特教区主教亨利里克-弗朗斯·布拉克祝圣，取代建于1644年的老教堂。不过教堂最初计划的西侧钟楼并未完成。该堂兼具罗马式、拜占庭和哥特式元素。壁画是由西奥多-约瑟夫·坎内尔和莱贝尔特完成。
2019年，有计划将教堂建筑改为超市。 小提琴手米哈伊尔·贝兹弗奇尼对此提出抗议，形容根特市议会是“真正的野蛮人”。